# Michael Greger
Michael Herschel Greger (n. 25 octombrie 1972) este un medic american, autor și vorbitor profesionist pe probleme de sănătate publică, cunoscut pentru susținerea unei alimentații pe bază de plante integrale și pentru opoziția sa la produsele alimentare derivate de la animale.

## Carieră
Greger a urmat Universitatea Cornell University School of Agriculture, unde a scris în mod informal despre pericolele encefalopatiei spongiforme bovine, cunoscute în mod obișnuit sub numele de boala vacii nebune, pe un site web pe care l-a publicat în 1994. În același an, a fost angajat să lucreze la problemele vacilor nebune pentru Farm Sanctuary, în apropiere de Cornell, și a devenit vegan după ce a vizitat o grădină ca parte a activității sale. În 1998, el a fost un martor expert, care a depus mărturie despre encefalopatia spongiformă bovină atunci când producătorii de bovine au dat-o în judecată pe Oprah Winfrey pentru calomnie pentru declarațiile pe care le-a făcut despre siguranța cărnii în 1996.

## Publicații
- Heart Failure: Diary of a Third-Year Medical Student (2000)
- Carbophobia: The Scary Truth Behind America's Low Carb Craze (2005).
- Bird Flu: A Virus of Our Own Hatching (2007)
- Cum să nu mori - Descoperă alimentele dovedite științific că previn și inversează boala  (2015) (cu Gene Stone) ISBN 1250066115
- The How Not to Die Cookbook: 100+ Recipes to Help Prevent and Reverse Disease (with Gene Stone & Robin Robertson) (Hardcover) (2018) ISBN 1250127769
- How Not to Diet: The Groundbreaking Science of Healthy, Permanent Weight Loss (Hardcover) (2019) ISBN 9781250199225